# Cratogeomys neglectus
Cratogeomys neglectus là một loài động vật có vú trong họ Chuột nang, bộ Gặm nhấm. Loài này được Merriam mô tả năm 1902.